# SV Estrellas
Ne pas confondre avec le SV Estrella, club de football d'Aruba
Maillots
Le SV Estrellas est un club bonairien de football basé à Kralendijk, la capitale de l'île.

## Histoire
Fondé le 10 février 1968, le SV Estrellas est l'un des meilleurs clubs bonairiens. Il compte onze titres de champion à son palmarès. Il a également participé à de nombreuses reprises au championnat des Antilles néerlandaises, sans jamais réussir à le remporter.

## Palmarès
- Kampionato (11) :
  - Vainqueur en 1962, 1963, 1964, 1966, 1974-1975, 1978, 1988, 1999, 2000, 2001 et 2002
  - Finaliste en 1987, 2004 et 2005